# Zámecký park (Klášterec nad Ohří)
Zámecký park v Klášterci nad Ohří patří k nejlépe zachovalým historickým parkům v Ústeckém kraji. Vysokou ohradní zdí sousedí s městskou památkovou zónou, část hranic parku tvoří řeka Ohře . Na rozloze 9,5 ha tu roste téměř 900 ks dřevin.

## Historie parku

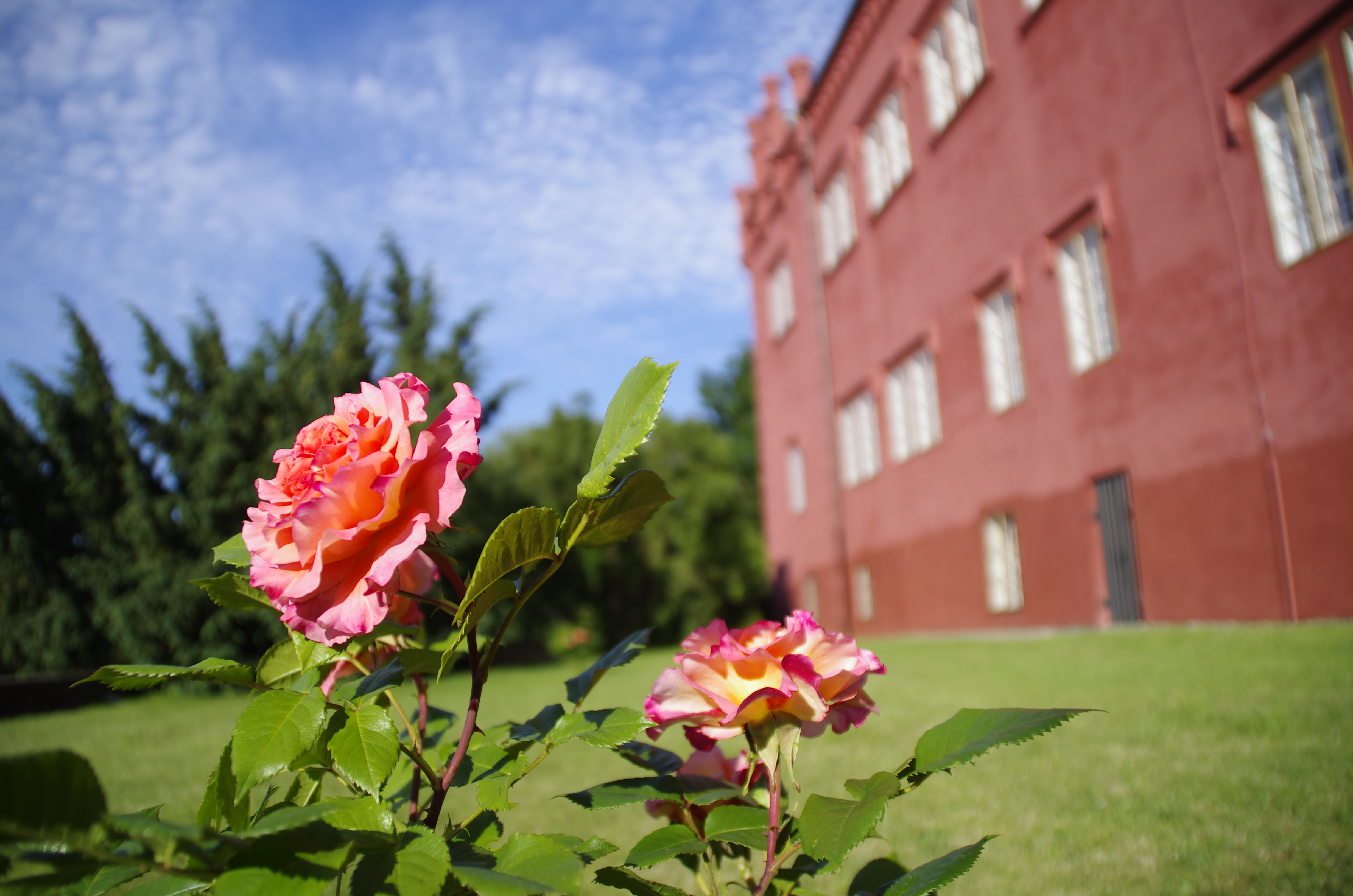
Prostor za zámkem směrem k Ohří

Dějiny parku jsou spjaty s historií místního zámku. Při jeho přestavbě v letech 1666–1670 tu Michael Osvald Thun-Hohenstein nechal založit barokní zahradu, kde květinové záhony a nízko stříhané ploty doplňovaly kamenné sochy a kašny. Zahrada byla rozdělena do tří částí, které od sebe oddělovaly nízké kamenné balustrády zdobené vázami s živými květinami a plastikami. Součástí zahrady byl i letohrádek západně od zámecké budovy, za nímž zahrada přecházela do ohraničené obory. Podoba tohoto letohrádku, který je spolu se zahradou dílem architekta Jeana Baptisty Matheye, se zachovala na nástěnných malbách thunského zámečku v Ledči nad Sázavou. Rukopis tohoto architekta nese i dochovaná sala terrena, kterou lemuje 12 pískovcových soch z dílny Jana Brokoffa. Jedná se o plastiky alegorií světadílů a ročních období i bájných hrdinů. Jan Brokoff působil v Klášterci nad Ohří v letech 1685–1687 a vytvořil i sochu Tritóna, která je umístěna v zámeckém kašně, a několik dalších soch v okolí. Poblíž barokní zahrady se nacházela ohrazená zelinářská zahrada.

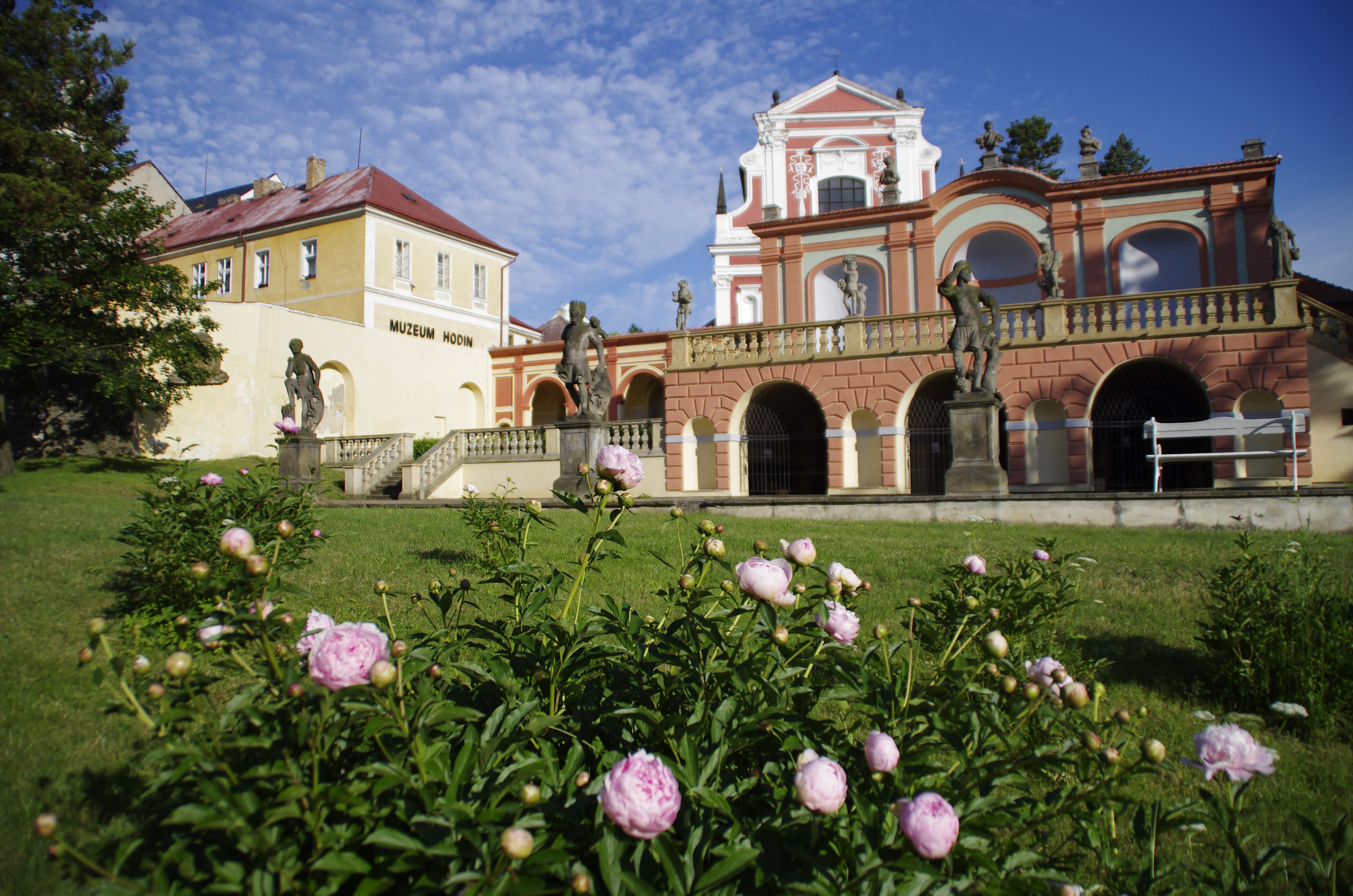
Část parku směrem k sala terreně a kostelu Nejsvětější Trojice

Roku 1691 nechal Michael Osvald Thun-Hohenstein v horní části zámeckém parku postavit z černovického pískovce kaple Sedmi bolestí Panny Marie.
Barokní zahrada byla udržována až do požáru zámku v roce 1784. Nedostatek finančních prostředků, který způsobil zpomalení rekonstrukce vlastní zámecké budovy, omezoval zároveň údržbu náročných architektonických kompozic barokní zahrady. Současně se i začínaly uplatňovat nové názory na parkovou dispozici, které upřednostňovaly neformálnost a volnost. Tyto změny vyústily v zakládání přírodně krajinářských parků anglického typu.
Po požáru zámku v roce 1784 již proto nebyla barokní zahrada obnovena. 12. března 1785 panství Klášterec věnovalo městu jednu z fontán a dvanáct plastik z balustrád, došlo ke zbourání chátrajícího letohrádku, a park byl rozšířen o bývalou oboru směrem ke Kyselce (lázně Evženie), západní prohlídkový okruh. O rozšíření parku se zasloužil Josef Osvald I. Thun-Hohenstein (1817–1883), který byl i uznávaným botanikem. Podle jeho projektu postupoval vrchní zahradník Vincenz Stibal, po kterém je pojmenován jeden z prohlídkových okruhů parkem (Stibalův okruh). V roce 1829 byla zahrada rozšířena o část v předzámčí, tehdy nejspíš vznikl rybníček pro labutě. Roku 1838 byl park zvětšen o někdejší zelinářskou zahradu při Ohři. V roce 1856 vypukl v panském pivovaru, který sousedil se zámkem, další požár, který zničil zámek a přilehlé hospodářské budovy. Zničen byl i panský mlýn a soukromé domky. Josef Osvald Thun se rozhodl neobnovovat stavby v plném rozsahu. Nechal strhnout panské stavby na východ od zámku a vykoupil i soukromé domky, aby mohl park zvětšit o romantické partie podél říčního toku.
Park se rozvíjel také v letech 1876–1913 za dr. Osvalda Thuna, majitele zdejšího panství a zároveň kláštereckého starosty, který byl erudovaným botanikem a dendrologem. V původním parku anglického typu byla dána přednost běžným středoevropským stromům, které měly později působit mohutností svého vzrůstu a svou přirozenou ušlechtilostí. Druhá polovina 19. století se však klonila více k raritě, vzácnosti, byť i na základě nepřirozených mutací. Nelze přejít ani naučný podtext těchto zahrad, v Klášterci nad Ohří byly názvy jednotlivých stromů nadepsány na porcelánových tabulkách. Na skaliskách pod horní cestou bylo rozšířeno alpinum. Negativně pak do vývoje parku zasáhly obě světové války a následný poválečný odsun německého obyvatelstva. K částečné koncepční obnově zámku i parku pak došlo v letech 1972–1875, kdy byly provedeny nové výsadby.

## Dendrologie
Na přelomu 19. a 20. století byl park proslulý velice bohatým sortimentem pěstovaných dřevin. Dochoval se soupis jehličnanů, podle kterého v roce 1906 rostlo v parku 189 taxonů jehličnatých dřevin, z toho 35 taxonů smrku a 25 taxonů jedle. Cypřišky a zeravy zastupuje 42, resp. 25 druhů a kultivarů. Mimo pamodřín rostly v parku jehličnaté dřeviny všech rodů, které je možné ve střední Evropě pod širým nebem pěstovat. Bylo to i větší množství sekvojovců obrovských, dva druhy cedrů, pajehličník přeslenitý a hlavotis peckovitý. Některé druhy dovezených dřevin zde byly vysazeny vůbec poprvé na českém území – z těch známějších to je např. smrk pichlavý, jedle stejnobarvá a jedle španělská. Vzácnější druhy však nepřežily krutou zimu na přelomu let 1928–1929.
Podle inventarizace z let 1979–1980 rostlo v parku celkem 200 taxonů stromů a keřů – 71 taxonů jehličnanů a 129 taxonů listnáčů.
Výsadba byla realizována i ve druhé polovině 90. let minulého století, parkový sortiment byl rozšířen např. o dub cer, liliovník tulipánokvětý a zmarličník japonský.

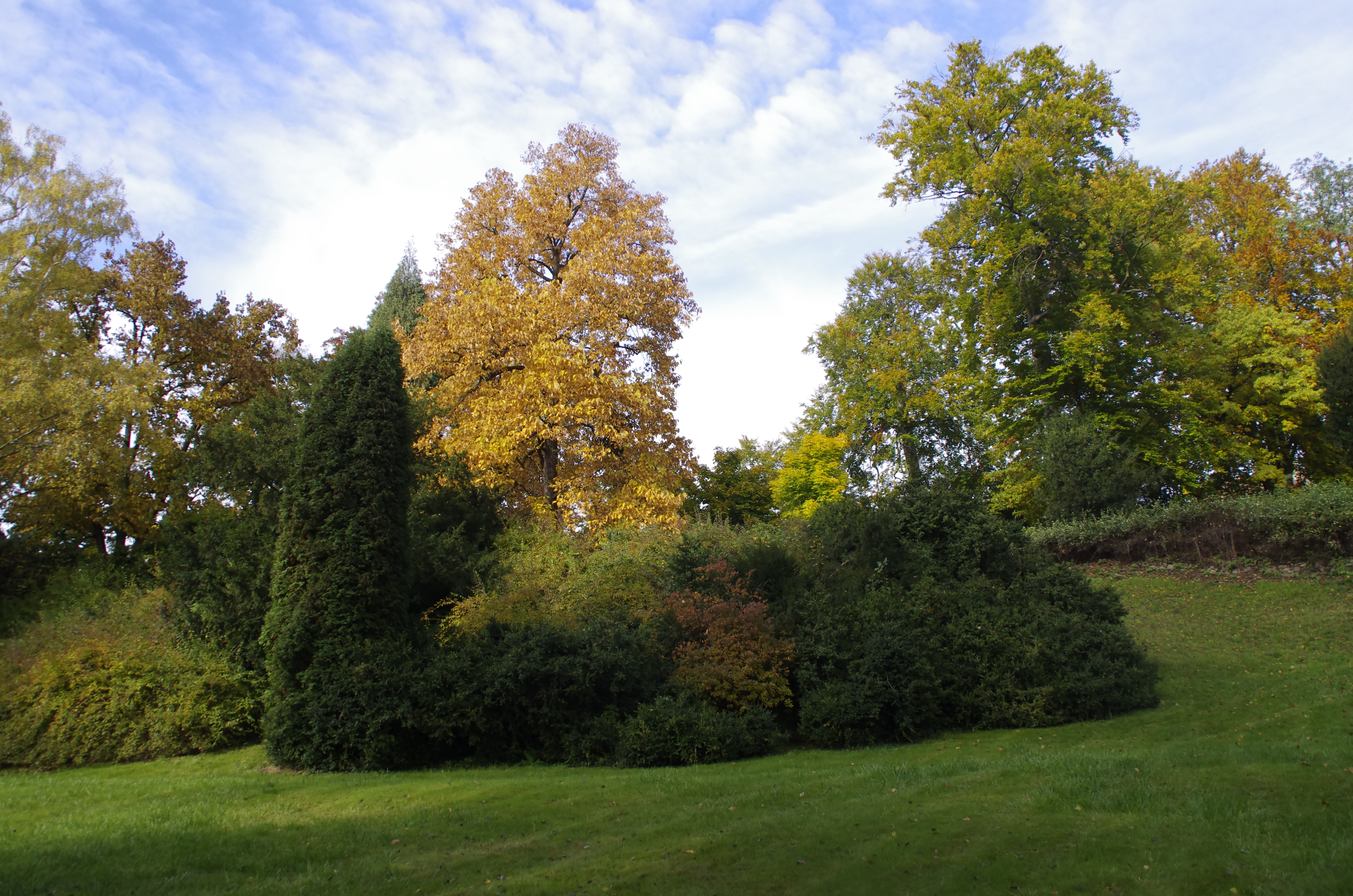
Skupina stromů v západním prohlídkovém okruhu

Inventarizace dřevin v roce 2010 zjistila v parku celkem asi 150 taxonů jehličnatých a listnatých stromů a keřů, což je o 50 méně než dává inventarizace v období 1979–1980.
V letech 2013–2014 bylo vysazeno 80 listnatých a 18 jehličnatých stromů, 1129 keřů a dále trvalky a cibuloviny. Sortiment listnatých dřevin rozšířily např. dub bahenní, dub šarlatový, a velmi cenný dub velkoplodý, javor kapadocký, javor červený, či kaštanovník jedlý.
Na jaře roku 2016 bylo v jednotlivých okruzích dřevěnými tabulkami označeno 49 vzácných dřevin. V západním okruhu je to 21 dřevin, mezi nimiž jsou pamodřín Kaempferův a bříza Maximovičova. Impozantním dojmem zde působí urostlý platan javorolistý. Jedná se například o korkovník amurský, katalpu trubačovitou, šácholan přišpičatělý, paulovnii plstnatou a liliovník tulipánokvětý. Hojně jsou zde zastoupeny jehličnany všech rodů. Najdeme zde metasekvoji čínskou, jedlovce kanadské, různé druhy cypřišů.

## Současnost
Park slouží jako vyhledávané místo odpočinku místních i návštěvníků města a zdejších lázní. Na přírodně upravených cestách se smí jezdit na kole. Konají se zde kulturní a společenské akce, v letech 1998–2010 to bylo každé dva roky mezinárodní setkání uměleckých kovářů EUROKOV, které ve spolupráci s městem organizoval umělecký kovář, sochař a restaurátor Karel Meloun. Od roku 2014 se zde každé dva roky koná mezinárodní sochařské sympozium Paměť krajiny, které vede místní sochařka Jitka Kůsová. Od r. 2006 se tu každoročně koná festival současného tance s mezinárodní účastí SIRAEX, jehož organizátorem je Základní umělecká škola J. A. Komenského v Klášterci nad Ohří.
Vzdělávací botanický přínos parku je podpořen dřevěnými tabulkami s názvy stromů v českém jazyce, němčině a latině, které jsou připevněny provazy přímo na kmenech 49 stromů a vydáním nového knižního průvodce, který blíže popisuje cenné dřeviny i historii parku.

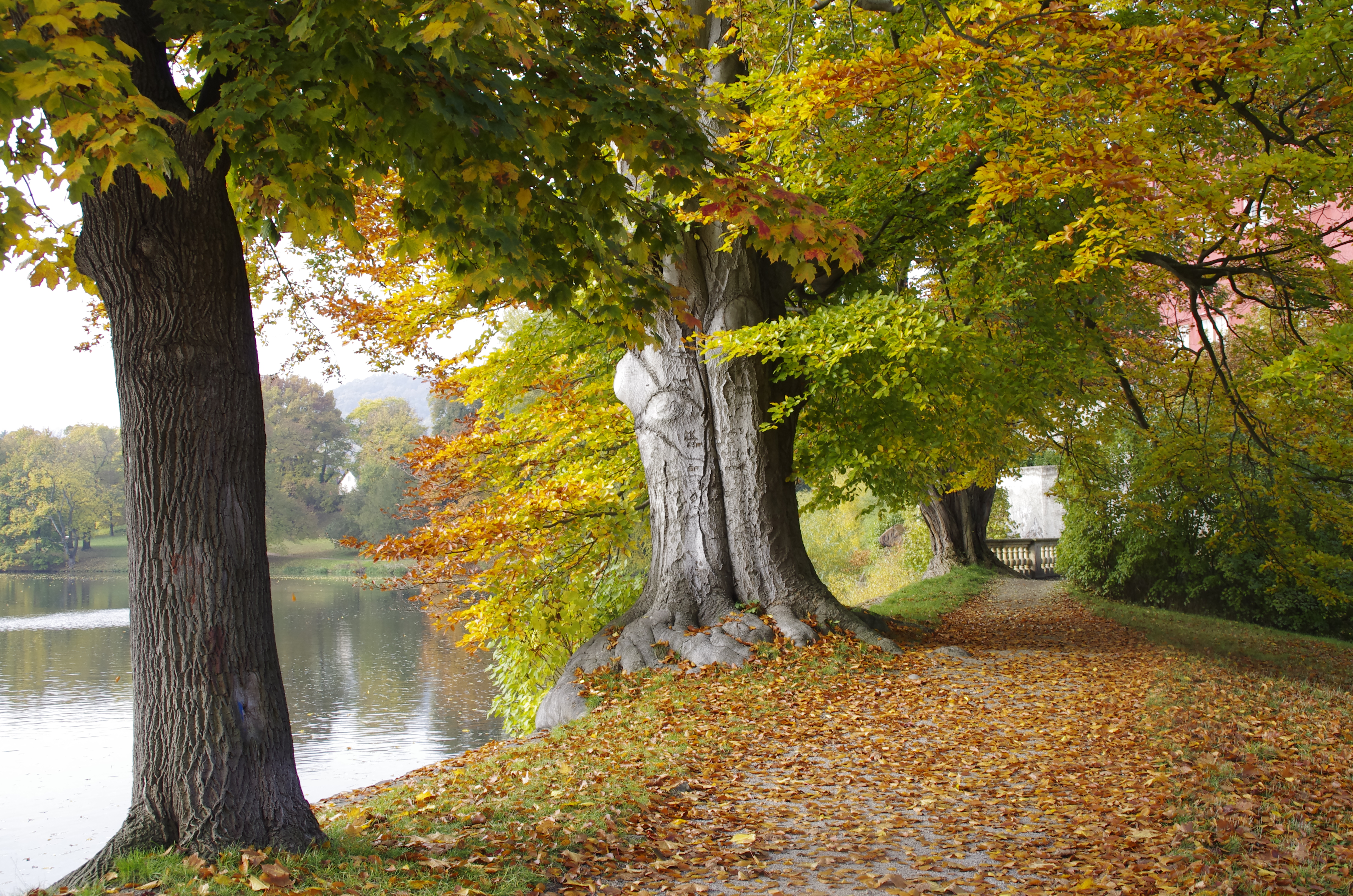
Jedna z cest směrem k zámku